# Vrsar
Vrsar (tal. Orsera) je općina u zapadnoj Hrvatskoj, u Istarskoj županiji. Vrsar je ribarsko i turističko mjesto na zapadnoj obali Istre, s 2700 žitelja.

## Općinska naselja
Općina obuhvaća 9 naselja (stanje 2006.), to su: Begi, Bralići, Delići, Flengi, Gradina, Kloštar, Kontešići, Marasi i Vrsar. Do 2006. Funtana je pripadala općini Vrsar. 
Područje općine Vrsar dijele dvije župe, župa sv. Martina biskupa Vrsar, koja obuhvaća naselja Brostolade, Kapetanova Stancija, Stancija Valkanela, Vela Stancija, Sv. Martin i Vrsar, i na župu sv. Andrija apostola Gradina, koja obuhvaća naselja Begi, Bralići, Delići, Flengi, Gradina, Kloštar, Kontešići, Marasi, a čiji župnik upravlja iz Vrsara.

## Zemljopis
Smješten je na 54 m visokom brežuljku uz more, na samom ušću Limskog kanala. Stari Vrsar nastao je na vrhu brežuljka, a poslije se širio po obroncima. Današnji Vrsar koji se bazira na turizmu razvija se uz more. Ispred Vrsara nalazi se Vrsarsko otočje koje se sastoji od 18 otočića i hridi: Figarolice, Galinera, Galopona, Gustog školja, Koversade, Lakala, Longe (Lunga), Orlandina, Salamona 2, Salamona 1, Sv. Jurja, Tufa, Zavate i dr. Sa sjeverne strane lučicu štiti poluotok Montraker. Znamenitost vrsarskog akvatorija su pličine Velika, Mramori, Koversada (na zemljovidima Kuvrsada), Lim i Fujaga, koje su omiljena ronilačka odredišta.

Općini Vrsar pripada devet otoka i/li otočića koji su svrstani u kategoriju MPNNo (mali, povremeno nastanjeni i nenastanjeni otoci i otočići): Cavat, Galiner, Lakal, Lunga, Kuvrsada, Salamun v., Salamun m., Sv. Juraj i Figarolica. Uz njih su još tri manje nadmorske tvorbe (hridi različitog oblika i veličine): Galopun, Mrlučica i Orlandin.

## Stanovništvo
| broj stanovnika | 1046  | 1153  | 1489  | 1917  | 2260  | 2299  | 2390  | 2578  | 2229  | 1469  | 1310  | 1575  | 1955  | 2295  | 2703  | 2162  | 1923  |
|                 | 1857. | 1869. | 1880. | 1890. | 1900. | 1910. | 1921. | 1931. | 1948. | 1953. | 1961. | 1971. | 1981. | 1991. | 2001. | 2011. | 2021. |

| broj stanovnika | 773   | 852   | 1147  | 1499  | 1742  | 1709  | 1750  | 1826  | 1566  | 902   | 830   | 1115  | 1341  | 1624  | 1872  | 1771  | 1535  |
|                 | 1857. | 1869. | 1880. | 1890. | 1900. | 1910. | 1921. | 1931. | 1948. | 1953. | 1961. | 1971. | 1981. | 1991. | 2001. | 2011. | 2021. |

## Povijest
Vrsarski kraj naseljen je još u prapovijesti. Potom ovamo dolaze Histri i Liburni. Do konca 1. st. pr. Kr. Rimljani su sasvim pokorili Histre i Liburne. Rimska vlast nije zatrla naselje koje je ovdje postojalo prije dolaska Rimljana. Ali, nedugo po rimskom osvajanju, niklo je novo, primorsko naselje podno brežuljka. Imalo je privatne i javne zgrade te villae rusticae. Osobito je procvalo u kasnoj antici. Nije bio obično selo (vicus), nego pravo trgovište za ratarske i stočarske proizvode. Razvitku trgovine pogodovala je relativna blizina Ravenne i rimske ceste Via Flavia.
U starim latinskim dokumentima ime Vrsara nalazimo kao Ursaria, Ursarium, Vrsarium, Orsaria... Imenom se označavalo ne samo naselje, nego i cijela obala između Funtane i Lima. Jezikoslovci misle da je ime od staromediteranske riječ "ur" (izvor). Vezu treba tražiti u drevnim pomorcima koji su se opsrkbljivali pitkom vodom na obali između Funtane i Vrsara. Pod ovim imenom Vrsar nalazimo u rimskom i bizantskom dobu. Kršćanstvo se u Vrsaru širi u 2. i 3. stoljeću, a u 4. stoljeću već je bio važnim starokršćanskim središtem uz Poreč i Pulu. Podjelom Rimskog Carstva Vrsar dolazi pod Zapadno Rimsko Carstvo. U njegovu je sastavu sve do 476. i njegova pada. Poslije pada njime vladaju Goti. Bizantski car Justinijan osvaja ove krajeve i pripaja ih 538. Istočnom Rimskom Carstvu, čijem dijelom ostaju do osmog stoljeća. Tijekom tog vremena Hrvati dolaze u vrsarski kraj. Dolinom Drage prodrijeli su iz unutrašnjosti Istre. Između 599. i 611. godine zauzeli su i razorili Vrsar, rastjeravši stare Romane. Iz tog vremena su arheološki nalazi slavenske keramike koji svjedoče o prisustvu Hrvata u Vrsaru. 
Vrsarska starokršćanska bazilika iz 4. stoljeća, jedna od najstarijih na istarskom poluotoku napuštena je, a na njenom mjestu pronađena je mlinica. Bizantska je vlast ostala, a novi upad bila je provala Langobarda koji su ovaj kraj držali pod svojom vlašću 751. – 774. Bizantska vlast vrsarskim krajem prestaje franačkim osvajanjem 788. godine. U drugoj polovici 8. stoljeća podignuta je romanička bazilika sv. Marije od Mora na mjestu gdje se u rimsko doba nalazila veća zgrada, vjerojatno, villa rustica ili seoski dvorac s gospodarskim zgradama. Nova bazilika podignuta je u neposrednoj blizini starokršćanske bazilike iz 4. stoljeća, koja se danas nalazi u kamenom i zidom ograđenom dvorištu, pokriveni zemljom.
U 9. stoljeću podignut je prvi kaštel u Vrsaru i o njemu malo znamo.  U diplomatici od 12. stoljeća nalazimo vrsarski kaštel pod nazivom castrum Ursariae, premda ovaj pojam označava i najužu utvrđenu rezidencijalnu jezgru staroga grada koja se nalazila unutar zidina. Porečki biskup Oton (1256. – 1282.) preuredio je prvi kaštel. Na mjestu starije manje i skromnije romaničke palače podignut je drugi kaštel. Razvio se iz kasnoantičkog, odnosno ranosrednjovjekovnog zbjega refugium. Sjedište je Vrsarske grofovije i mjesto u kojemu je porečki biskup sastavio brojne isprave od presudne važnosti za povijest Vrsara i Vrsarštine u srednjem i novom vijeku, a također je bio mjesto u koje se porečki biskup sklanjao za ratova, epidemija i nesigurnih vremena.
Do 1420. bio je pod vlašću pazinskih grofova. Od 1420. do 1797. pod vlašću je Mletaka, da bi potom pripao Austriji. Poslije prvog svjetskog rata pripao je Italiji. Dan nakon kapitulacije Italije izbio je opći ustanak naroda Istre. Oslobođena je skoro cijela Istra. 
Pazinskim odlukama od 13. rujna 1943. Istra se ujedinjena s maticom Hrvatskom s kojom je bila u Jugoslaviji. U mjesecima uoči pada Italije istarski Talijani iseljavaju u Italiju što se dogodilo i u Vrsaru. Priključenjem Istre matici Hrvatskoj 1943. godine proces se nastavio. Većina je Talijana i dio Hrvata odselio u Italiju i druge zapadne zemlje. Vrsar je bio gotovo napušten. U nj se doseljavaju obitelji iz Dalmacije uglavnom s otoka Brača i ostatka Istre. Godine 1964. Limski zaljev prepoznat je kao značajni krajobraz te je stavljen pod državnu zaštitu. Od 1991. Vrsar je dio samostalne Hrvatske.

### Vrsar u Domovinskom ratu
Dana 21. prosinca 1991. godine JNA je s čak sedam borbenih zrakoplova MIG 21, raketirala i bombardirala sa zabranjenim kasetnim bombama aerodrom Crljenku u Vrsaru, pri čemu je poginuo Dragutin Barić i njegov kolega Dragan Garvan iz Kutine. Zrakoplovni tehničar Dragutin Barić iz Svete Marije jedan je od stvaratelja Hrvatskog ratnog zrakoplovstva. Dragovoljno se uključio u obranu domovine. Po zapovjedi stožera upućen je na sportski aerodrom „Crljenka“ u Vrsaru radi vođenja stručnog tima za osposobljavanje i prilagodbu raspoloživih zrakoplova za ratne zadaće.

## Gospodarstvo
U Vrsaru se nalazi nautička marina. U povijesti je Vrsar bio poznat po kamenolomima koji su osobito bili eksploatirani za vrijeme mletačke vlasti. Talijanske je gradove tijekom renesanse i baroka krasio prepoznatljivi kvalitetni kamen iz Vrsara – "pietra di Orsera", odnosno sivi kamen ili surac. Poznati kipari su iz Mletaka dolazili ovamo po kamen, kao Leonardo Tagliapietra i Antonio Rizzo. Vadio se na otočiću Svetog Jurja, na Gavanovom vrhu, na brežuljku sjeveroistočno od Vrsara, gdje su danas napušteni kamenolomi. Kamenolom Montraker je obnovljen i danas se u njemu održava međunarodna ljetna kiparska škola.

## Poznate osobe
- Dušan Džamonja, umjetnik[4]
- Edo Murtić, umjetnik[4]
- Antonio Quarantotto, plivač, olimpijac[18]

- Hrvoje Mađarić, hrv. nogometni sudac

## Spomenici i znamenitosti
- Ostatci zrakoplova B-24 kod Vrsara

## Obrazovanje
OŠ "Vladimir Nazor"
OGŠ "Slavko Zlatić"

## Turizam
Vrsar je poznato turističko mjesto na zapadnoj obali Istre s bogatom turističko-ugostiteljskom ponudom. 
Početak turističke sezone Vrsarani obilježavaju na blagdan Sv. Jurja 23. travnja hodočašćem brodicama na otok Sv. Jurja. Maistra d.d. je glavni nositelj te ponude s najboljim hotelom u Vrsaru, hotel Pineta; ekskluzivnim turističkim naseljima: Belvedere, obnovljen u 2005. godini, Petalon, renoviran u 2004. godini, Funtana s brojnim sadržajima za obitelji i turističko naselje Riva te kampovima Porto Sole i Valkanela. 
U Vrsaru se nalazi i čuveni Maistrin Naturistički park Koversada, na svjetskom glasu kao prvi i najveći te vrste u Europi s renoviranim apartmanima, Villasima i kampom.
Od 2009. u Vrsaru se svake godine održava turističko-kulturno-gastronomski festival Casanovafest.

## Kultura
Generalni urbanistički plan Vrsara napravio je hrvatski prostorni planer i urbanist Neven Kovačević.
Sjeverno od Vrsara uz cestu prema Funtani nalazi se park skulptura Dušana Džamonje pokraj njegova ateljea-ljetnikovca. Pokraj Vrsarskog kaštela nalazi se kuća i atelje poznatog hrvatskog slikara Ede Murtića koji nisu otvoreni za javnost.
U Vrsaru se održava tradicionalni Križni put „Ka svetom Andriji“, uz sudjelovanje vjernika većinom iz Porečkog dekanata, ali i iz drugih, udaljenijih krajeva. Okupljanje počinje kod vrsarskog groblja. Procesija ide preko ceste, pored lokve Fabian, po šljunčanoj stazi koja vodi do crkvice sv. Andrije. Na stablima uz stazu postavljene su postaje Križnoga puta. Od grana iz okolne šume napravljene su postaje, na kojima su drvene ploče s izrezbarenim rimskim brojevima postaja. Tradicija Križnog puta započeta je kad je vlč. Zohil po preuzimanju župe Vrsar, odlučio popraviti onda još ruševnu crkvicu sv. Andrije. O blagdanu svetog apostola Andrije, 30. studenog 2010. godine, crkva je nanovo blagoslovljena. Blagoslovio ju je ondašnji ordinarij mons. Ivan Milovan. Kod crkvce se održava redovno svake godine svečana proslava svetoga Andrije, zadnjeg dana u mjesecu studenom, kad ribari iz Vrsara, Funtane i Poreča u procesiji nose sliku sv. Andrije do crkvice.
Aeropark Vrsar

## Šport
- NK Vrsar, 1. ŽNL Istarska (2009./10.)
- NK Montraker Vrsar, 3. ŽNL Istarska (2008./09.)
- vaterpolski klub "Vrsar"

## Vanjske poveznice
- Općina Vrsar - službene stranice
- Turistička zajednica Vrsara - službene stranice
- Slobodna Dalmacija Podlistak: Vrsar, grad Dalmatinaca u zapadnoj Istri